# Philon de Byzance
Pour les articles homonymes, voir Philon.
Philon de Byzance (en grec ancien Φίλων Βυζάντιος) est un scientifique et ingénieur grec de la fin du IIIe siècle av. J.-C.
Il est le premier mécanicien grec dont l'œuvre nous soit parvenue en grande partie. Le plan et le contenu de celle-ci vont se propager jusque dans l'Empire romain d'Orient du Xe siècle.

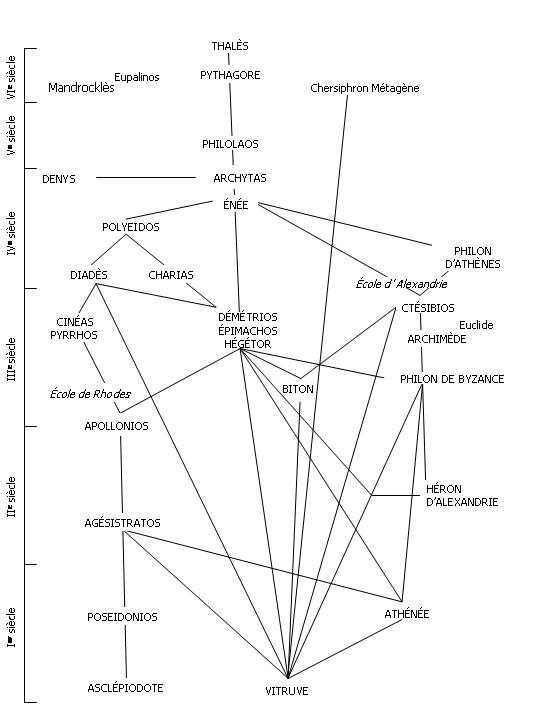
Principe de filiation entre ingénieurs de l’Antiquité

On lui attribue le document connu sous le titre de De septem spectaculis ou De septem mundi miraculis (Περὶ τῶν Ἑπτὰ Θεαμάτων en grec ancien, une des listes des Sept Merveilles du monde), mais il semblerait que ces fragments soient plus tardifs, voire du Ve siècle apr. J.-C.

## Œuvre
Elle comprend divers ouvrages de techniques et de poliorcétique :
- Traité des leviers
- Pneumatiques
- Traité des automates
- Traité des instruments merveilleux (orgues et tuyaux)
- Traité de la traction des poids lourds (baroulkos)
- Traité des clepsydres
- Traité de la construction des ports
- Traité de fortification, qui constitue le premier ouvrage complet de ce que nous possédions sur ce thème
- Traité des machines de guerre
- Traité des roues qui se meuvent elles-mêmes

Les pneumatiques et le traité des clepsydres nous sont parvenus par la voie arabe. Le traité des machines de jet nous indique clairement l'existence d'une tradition déjà ancienne avec en particulier l'utilisation de modules pour construire les machines et de formules pour en tirer les dimensions. Philon de Byzance donne une description de l'orgue hydraulique et de la pompe aspirante et foulante de Ctésibios dont il est considéré comme le successeur. Il est donc à la fois compilateur et novateur.
Dans le même traité des pneumatiques, il donne la première description de thermoscope. Il s'agit d'un ballon de plomb, vide (empli d'air) avec un bouchon étanche. Un tube en verre traverse le bouchon, une branche dans le ballon de plomb vide, l'autre descend au fond d'un vase plein d'eau. Quand l'appareil est placé au soleil, l'air du ballon se dilate et provoque des bulles dans le vase plein d'eau. Placé à l'ombre, l'eau du vase remonte pour s'écouler dans le ballon. Philon en déduit que le feu est associé à l'air et que même il l'attire.
Essentiel pour tenir un siège, le problème des réserves à grains a été souligné par un ingénieur grec du IIIe siècle av. J.-C., Philon de Byzance. La description la plus précise à ce sujet provient de son traité de poliorcétique où il distingue trois types de réserves à grains :
- Les silos (σιροί) creusés. Il conseille d’« enduire leur fond sur quatre doigts d’épaisseur d’argile bien pétrie et mélangée à la paille hachée, et [d']enduire leur pourtour d’amurque. On fermera avec un cône de briques enduites d’argile » ;
- Les greniers, constructions aériennes en bois avec des ouvertures pour l’aération, dont les murs et le plancher sont aussi enduits d’armuque ;
- Les celliers voûtés en pierre. Pour faciliter la conservation, on place au centre un vase rempli de vinaigre, dans lequel on ajoute des produits tels que foie de cerf, fenugrec broyé ou origan dont l’odeur forte était censée éloigner les rongeurs. Plus tard, Palladius consignera ces pratiques dans son De re rustica : « Quelques personnes entremêlent avec le blé, afin qu’il se garde, des feuilles de coriandre […] De l’herbe aux moucherons, sèche, étendue sous le blé, lui procure une longue durée, à ce qu’assurent les Grecs ». Philon de Byzance désigne ces réserves à grains sous le nom de σιτοβολών ; on retrouve ce terme au IIe siècle dans un papyrus ainsi que dans les comptes déliens[6].

## Réalisations

### La servante automatique[7]

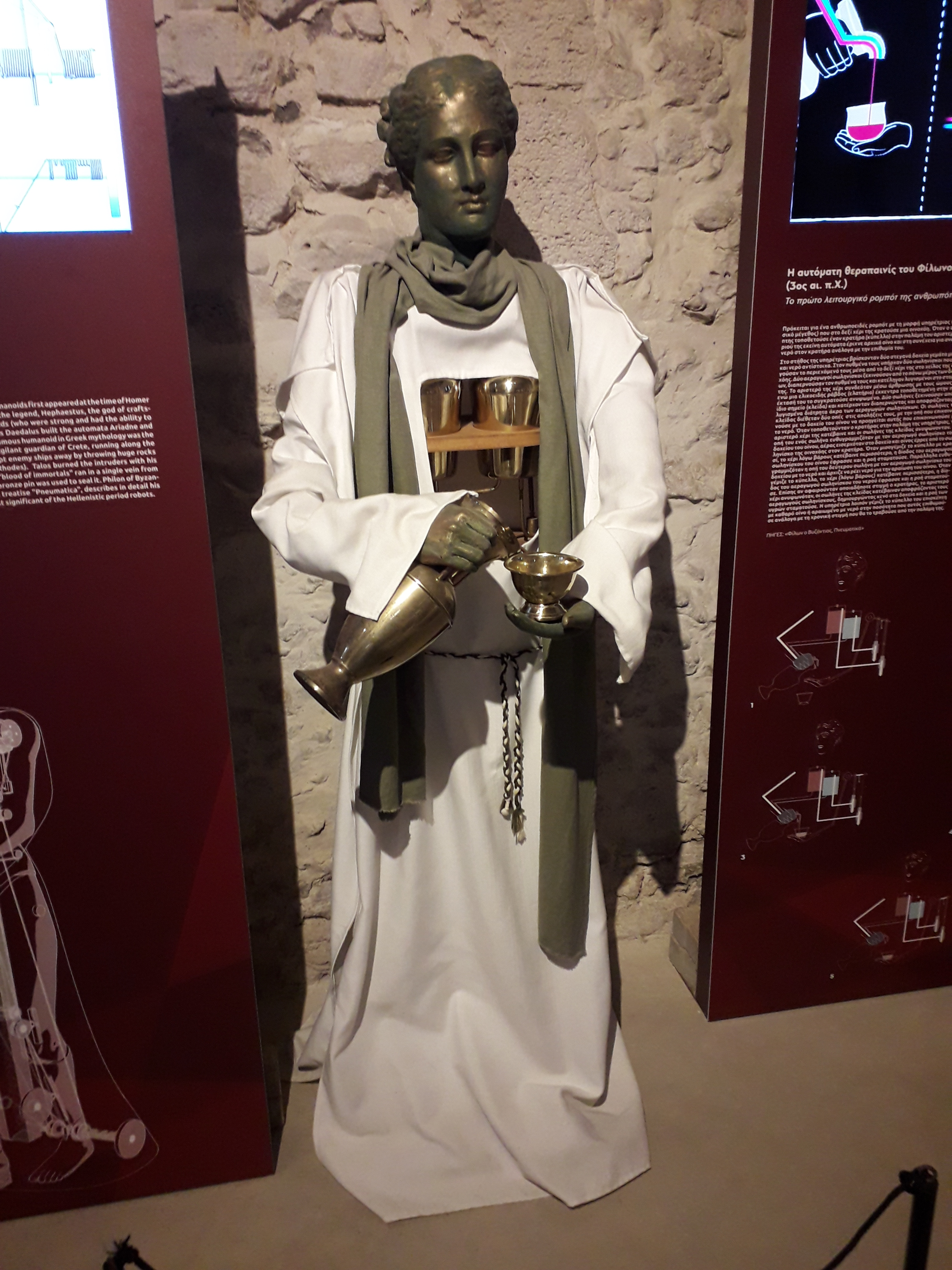
Reconstruction de la servante automatique de Philon de Byzance. Musée de la technologie grecque antique, Héraklion (Grèce).

Cet automate a l'aspect anthropomorphe d'une servante antique. Elle tient dans la main droite un vase qui cache deux tuyaux, un pour le vin, un pour l'eau. Le visiteur qui désire se faire servir une coupe la dépose dans la main gauche. L'effet du poids de la coupe abaisse d'abord légèrement le bras. Le mouvement est transmis par un levier compensé par un ressort à des tiges de commandes de valves qui déclenchent successivement l'écoulement du vin puis celui de l'eau, tous deux situés dans des réservoirs cachés en haut du corps. Une fois atteint un poids correspondant à une coupe pleine, la course de la tige assurant l'écoulement de l'eau atteint le point de fermeture de la valve correspondante. Le visiteur peut ensuite prendre la coupe pleine avec un mélange de vin et d'eau prédéterminé. S'il veut du vin pur ou peu dilué, il peut faire cesser l'écoulement simplement en prenant la coupe avant la fin du cycle.

### Cruche à compartiments et versements commandés
Cette cruche est dotée de deux compartiments (eau et vin) et d'un bec verseur relié à ces deux compartiments. Les compartiments sont étanches sauf via deux évents situés dans l'anse. Après l'avoir saisie en recouvrant les deux évents, le serviteur peut commander le versement soit du vin, soit de l'eau, soit des deux, en découvrant les évents correspondants.
Il a conçu également des systèmes d'approvisionnement automatique de liquides,et des automates sonores pour des scénographies,.

### Œuvres
- Liber de ingeniis spiritualibus, apud Héron d'Alexandrie, Opera, vol. I : Pneumatica et automatica, édi. par G. Schmidt, Stuttgart, 1899, rééd. 1976. Trad. : La science des philosophes et l'art des thaumaturges dans l'Antiquité, trad. Albert de Rochas, G. Masson, 1882, 220 p. (Les Pneumatiques de Héron d'Alexandrie et de Philon de Byzance).
- Poliorcétique des Grecs. Traité de fortification, d'attaque et de défense des places, trad. Albert de Rochas, C. Tanera, 1872.

### Études
- Bertrand Gille, 
  - Bertrand Gille (dir.), Les mécaniciens grecs : la naissance de la technologie, Paris, Éd. du Seuil, 1980, 1680 p. (ISBN 978-2-02-005395-2 et 978-2-070-10881-7, OCLC 750844413) ;
  - 'Bertrand Gille, Les mécaniciens grecs : la naissance de la technologie, Paris, Seuil, coll. « Science Ouverte », 1980, 229 p. (ISBN 978-2-02-005395-2, OCLC 750844413).
- Henri Omont, Les Sept Merveilles du monde au Moyen Âge, dans Bibliothèque de l'École des chartes, 43, Paris, 1882, p. 40-59 (texte en ligne).
- Marie-Claire Amouretti, Le Pain et l'Huile dans la Grèce antique. De l'araire au moulin, Paris, Belles Lettres, 1986.
- Philip Rance, Philo of Byzantium dans R.S. Bagnall et al. (ed.), The Encyclopedia of Ancient History (Chichester/Malden, MA, 2013) 5266-8.

### Autres sources
- Jérôme Nicole, « Dans l’Antiquité, il existait déjà des automates sophistiqués », The conversation, no 1,‎ 2021, p. 1 (lire en ligne, consulté le 15 février 2021).